# Dioscorea plumifera
Dioscorea plumifera är en enhjärtbladig växtart som beskrevs av Charles Budd Robinson. Dioscorea plumifera ingår i släktet Dioscorea och familjen Dioscoreaceae. Inga underarter finns listade i Catalogue of Life.